# Donvidas
Donvidas – gmina w Hiszpanii, w prowincji Ávila, w Kastylii i León, o powierzchni 11,48 km². W 2011 roku gmina liczyła 41 mieszkańców.